# Habsbourg-Laufenbourg
Pour les articles homonymes, voir Habsbourg, Habsburg et Laufenbourg.

Armoiries des Habsbourg-Laufenbourg : d'or au lion de gueule.

Habsbourg-Laufenbourg est une branche cadette des Habsbourg issue de Rodolphe III († en 1249 ; landgrave de Haute-Alsace ; comte de Laufenbourg : Rodolphe II ; x Gertrude de Regensberg), fils cadet de Rodolphe II l'Ancien (1168-1232) et d'Agnès de Staufen fille de Godefroy. Son frère aîné Albert IV le Sage conserve le titre comtal de Habsbourg et la branche aînée montera sur le trône impérial à la génération suivante.
La branche cadette reçut Laufenbourg, Waldshut, Neu-Habsbourg et Klekgau. À la mort de Rodolphe III, la branche cadette se partage à son tour en deux rameaux :
- les comtes de Habsbourg-Laufenbourg dont la tige est Godefroid/Gottfried fils de Rodolphe III-II, † en 1271, x Elisabeth fille d'Egon V d'Urach < Rodolphe III ou Ier († 1315) x Elisabeth de Rapperswil < Jean Ier, † 1337, x Agnès de Werd(e) (dynastie des comtes de Saargau/Sarrebruck et de Frankenbourg/landgraves de Basse-Alsace), < Jean II († 1380) et son frère Rodolphe IV ou II († 1383) < Jean III († 1392) et sa sœur Varenne/Verena (deuxième femme de Philippe de Gonzague), enfants de Jean II x Varenne/Verena de Neufchâtel fille de Thiébaud IV ; et leur cousin germain Jean IV, fils de Rodolphe IV-II x Isabelle de Gonzague fille de Philippe de Gonzague ci-dessus et de sa première femme, † 1408, x Agnès de Landenberg < Ursule x Rodolphe comte de Sulz... ; et sa sœur Agnès x Donat de Toggenburg.
- les comtes de Kybourg dont la tige est Eberhard/Eberard († en 1281), et qui acquit le titre par mariage avec l'héritière du comté.

Ces deux branches s'éteignent au début du XVe siècle.